# Victor Fehr
Victor Fehr (* 29. Mai 1846 in St. Gallen; † 21. Januar 1938 in Warth TG) war ein Schweizer Gutsbesitzer und Politiker.

## Biografie

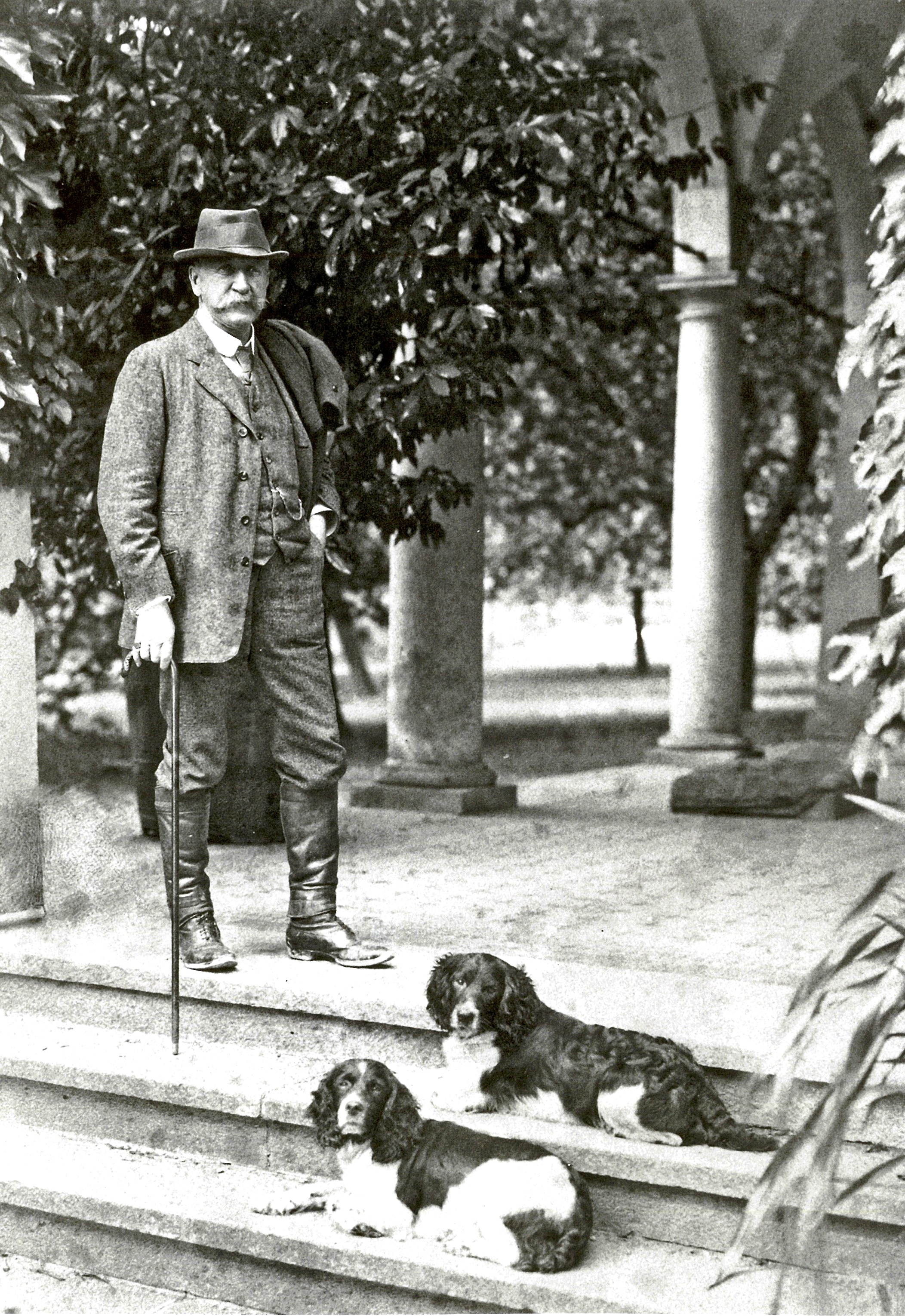
Um 1930 in der Loggia

Victor Fehr, der Sohn des St. Galler Bankiers und Kaufmanns Edmund Fehr, studierte von 1864 bis 1866 an der landwirtschaftlichen Akademie in Bonn und wurde dort Mitglied des Corps Hansea Bonn und – nachdem sein Vater für ihn im Herbst 1867 für 308'000 Franken die Kartause Ittingen und 100 ha Wald, Reb- und Ackerland erworben hatte – in Zürich. Dort war er Mitglied des Corps Tigurinia. Victor Fehr und seine Familie bewohnten die Räume im ersten Obergeschoss des Südflügels des ehemaligen Klosters, die früher dem Prior gedient hatten.
Fehr wandelte das ehemalige Kloster in Ittingen in einen landwirtschaftlichen Musterbetrieb um. 1869 reiste er nach England, um sich über die neusten technischen Errungenschaften zu informieren. Er gab Bestellungen auf und übernahm den Vertrieb landwirtschaftlicher Maschinen eines englischen Herstellers. Als erster in der Schweiz benutzte er 1872/73 eine Mäh- und Dampfdreschmaschine. 1901 erwarb Fehr zudem den bis dahin zu Schloss Steinegg gehörigen landwirtschaftlichen Gutsbetrieb.
Fehr wurde Mitgründer (1882) und langjähriger Vizepräsident (1882–1912) und Präsident (1912–1932) der Gesellschaft schweizerischer Landwirte. 1897 war er Mitgründer des Schweizerischen Bauernverbandes, dessen Vorstand er von 1897 bis 1938 angehörte. Ausserdem initiierte er die interkantonale Schule für Obst-, Wein- und Gartenbau in Wädenswil und die Landwirtschaftliche Schule des Kantons Thurgau.
Von 1884 bis 1920 gehörte Fehr als Abgeordneter der Freisinnigen dem Thurgauer Grossen Rat an. Fehr war für Schutzzölle, aber gegen direkte Subventionen für die Bauern.
Am 4. September 1912 besuchte der deutsche Kaiser Wilhelm II. Viktor Fehr während des Kaisermanövers vom 4. bis 8. September 1912 auf der Kartause Ittingen. Für die kaiserlichen Bequemlichkeit baute der Gastgeber die erste Wassertoilette mit Spülvorrichtung der Kartause ein, was zu dieser Zeit in der Schweiz noch eine Seltenheit war.
Die ETH Zürich verlieh Fehr 1931 einen Ehrendoktor. In der Schweizer Armee diente er zuletzt als Oberst und Brigadekommandant der Kavallerie.